# Рио де Жанейро
Рио де Жанейро (на португалски: Rio de Janeiro, което означава януарска река) е град в Югоизточна Бразилия, център на щат Рио де Жанейро.
Населението на града е около 6 211 223 души (2022), а на градската агломерация – около 11 582 000 души (2009). Рио де Жанейро е вторият по големина град в Бразилия след Сао Пауло и служи за столица на страната от 1764 до 1960, когато столицата е преместена в Бразилия. През 1808 – 1821, градът е столица на Португалската империя.
На хълма Корковадо се намира прочутата статуя на Иисус Христос, наречена Христос Спасителя. Градът е известен и с карнавала, който се провежда там всяка година.
Местните жители наричат себе си кариока ('carioca'). На местния диалект на народа на тупи, който говори гуарански език cari означава 'бели хора', а oca – дом, т.е. „домът на белите хора“.

## География и климат
Рио де Жанейро е разположен върху ивица от бразилското атлантическо крайбрежие, ориентирана в направление изток-запад и близка до Тропика на козирога. Обърнат на юг към океана, градът възниква около малкия залив Гуанабара, край входа на който се намира високата скала Пау ди Асукар, един от символите на Рио де Жанейро.
Сентру, централният район на Рио де Жанейро, се намира в низината на западния бряг на залива Гуанабара. По-голямата част от града, обикновено наричана Зона Норти, продължава на северозапад в равнината, образувана от морски и континентални седименти, и достига до хълмистите предпланини. Южните райони Зона Сул, достигащи обърнатите към открито море плажове, са отделени от Сентру и Зона Норти от верига крайбрежни планини, продължение на планинската верига Сера ду Мар. Обширният западен район Зона Оести е труднодостъпен до края на 20 век, когато е свързан с града чрез нови пътища и тунели.
Климатът на Рио де Жанейро е тропичен саванен (Aw по Кьопен), характеризиран с продължителни дъждовни периоди от декември до март. Температурите рядко надхвърлят 40 °C във вътрешността, а максимални температури над 28 °C се наблюдават всеки месец. По крайбрежието бризът прави температурите по-умерени.
През есента и зимата градът често е достиган от студени фронтове, идващи от Антарктика, които предизвикват чести промени във времето. През лятото са възможни поройни дъждове, които понякога предизвикват тежки наводнения. Валежите са по-силни в хълмистите и планински части на града, които преграждат пътя на влажните въздушни маси, идващи от Атлантическия океан. Надморската височина и отдалечеността от брега оказват влияние и на температурата.
Средната годишна минимална температура е 20 °C, средната годишна максимална температура – 28 °C, а средната годишна температура – 23 °C. Средното годишно количество на валежите е 1090 mm. Най-ниската регистрирана температура е 8 °C (през юли), а най-високата – 41 °C (през февруари). Температури под 10 °C са изключително редки.
| Климатични данни за Рио де Жанейро              | Климатични данни за Рио де Жанейро | Климатични данни за Рио де Жанейро | Климатични данни за Рио де Жанейро | Климатични данни за Рио де Жанейро | Климатични данни за Рио де Жанейро | Климатични данни за Рио де Жанейро | Климатични данни за Рио де Жанейро | Климатични данни за Рио де Жанейро | Климатични данни за Рио де Жанейро | Климатични данни за Рио де Жанейро | Климатични данни за Рио де Жанейро | Климатични данни за Рио де Жанейро | Климатични данни за Рио де Жанейро |
| Месеци                                          | яну.                               | фев.                               | март                               | апр.                               | май                                | юни                                | юли                                | авг.                               | сеп.                               | окт.                               | ное.                               | дек.                               | Годишно                            |
| Абсолютни максимални температури (°C)           | 42                                 | 42                                 | 40                                 | 40                                 | 38                                 | 37                                 | 38                                 | 42                                 | 42                                 | 42                                 | 43                                 | 41                                 | 43                                 |
| Средни максимални температури (°C)              | 29,4                               | 30,2                               | 29,4                               | 27,8                               | 26,4                               | 25,2                               | 25,3                               | 25,6                               | 25                                 | 26                                 | 27,4                               | 28,6                               | 27,19                              |
| Средни температури (°C)                         | 26,35                              | 26,85                              | 26,35                              | 24,85                              | 23,4                               | 21,95                              | 21,85                              | 22,25                              | 22,1                               | 23,1                               | 24,4                               | 25,5                               | 24,07                              |
| Средни минимални температури (°C)               | 23,3                               | 23,5                               | 23,3                               | 21,9                               | 20,4                               | 18,7                               | 18,4                               | 18,9                               | 19,2                               | 20,2                               | 21,4                               | 22,4                               | 20,96                              |
| Абсолютни минимални температури (°C)            | 17                                 | 17                                 | 17                                 | 15                                 | 10                                 | 7                                  | 11                                 | 10                                 | 13                                 | 12                                 | 13                                 | 17                                 | 7                                  |
| Средни месечни валежи (mm)                      | 114,1                              | 105,3                              | 103,3                              | 137,4                              | 85,6                               | 80,4                               | 56,4                               | 50,5                               | 87,1                               | 88,2                               | 95,6                               | 169                                | 1172,9                             |
| Брой на дните с валежи                          | 12                                 | 9                                  | 9                                  | 10                                 | 8                                  | 6                                  | 6                                  | 6                                  | 9                                  | 10                                 | 11                                 | 13                                 | 109                                |
| ----------------------------------------------- | ---------------------------------- | ---------------------------------- | ---------------------------------- | ---------------------------------- | ---------------------------------- | ---------------------------------- | ---------------------------------- | ---------------------------------- | ---------------------------------- | ---------------------------------- | ---------------------------------- | ---------------------------------- | ---------------------------------- |
| Източник: worldweather.org, www.weatherbase.com |                                    |                                    |                                    |                                    |                                    |                                    |                                    |                                    |                                    |                                    |                                    |                                    |                                    |

## История
Заливът Гуанабара, където днес се намира Рио, е открит от португалеца Гашпар де Лемош на 1 януари 1502 година. Той го нарича „Рио“ (на португалски река), тъй като според него това е речно устие, а не залив.
Рио де Жанейро е основан на 1 март 1565 година от португалеца Ещасио де Са близо до хълма Захарна буца, за да служи като крепост и да защитава земята от нашественици след изгонването на френските заселници.
Пълното име на града е Сао Себастиао до Рио де Жанейро в знак на почит към португалския крал Себастиан I. През 1567 година селището е преместено в Моро де Кащело, населението наброява 3000 души, повече от които са местни. Развива се риболовът и най-вече ловът на китове, както и производството на захарни продукти. Създадени са големи плантациии за захарна тръстика.
В края на 17 век златната треска в Минаш Жерайш, намиращ се на северозапад от Рио де Жанейро, дава тласък на развитието на града. Има приток на имигранти от Португалия, които превръщат града в най-важното пристанище в колонията. От своя страна това привлича мнозина френски пирати и контрабандисти, които нападат града през 1710 и 1711 година, но в крайна сметка са изгонени. След това се наблюдава демографски взрив и това е причината инфраструктурата постоянно да се развива. Най-известният акведукт в Рио, Аркош да Лапа, е открит през 1793. Конструкцията е толкова здрава, че днес се използва като трамвайна линия, свързваща квартал Санта Тереза с центъра на града. През 1764 Рио де Жанейро става столица на Бразилия.
Пристигането на португалското кралско семейство през 1808 година превръща Рио във временна столица на Португалия, а населението на града скача на 70 000 души. По това време градът започва да се разделя на бедни и богати квартали. По-заможните семейства се заселват в района между океана и хълмовете, днес известен като Зона Сул, а по-бедните отиват в Зона Норте, зад хълмовете. По това време са построени и Ботаническата градина, Каза Франка-Бразил, Кралската библиотека и митницата. Ботаническата градина (Jardim botanico) представя цялото богатство на бразилската флора на внушителна площ. Особено впечатляваща е алеята на гигантските палми.
През 1815 година Рио де Жанейро официално е обявен за столица на Бразилия. През 1821 година кралското семейство се завръща в Португалия, оставяйки управлението на колонията на принц дом Педро I. През 1822 година дом Педро I обявява независимостта на Бразилия от Португалия, след като не изпълнява заповедта да се върне в Португалия. Така той става император на Бразилия, а Паласо Империал в Петрополис – негов дворец. Днес дворецът в Петрополис е превърнат в музей, организиран по най-добрите стандарти на съвременното музейно дело.
Първият конгрес в Бразилия се провежда в Рио през 1823 година на мястото, където днес се намира дворецът Тирадентеш. През 1831 година дом Педро I абдикира, а синът му дом Педро II не е признат за управляващ император до 1840 година. По времето на Педро II Рио де Жанейро претърпява значителни подобрения. Между 1854 и 1862 година градът се сдобива с газово осветление, водоснабдителни и канализационни услуги и с трансатлантическа телефонна линия и телефонни мрежи. Развива се и транспортът; появяват се първите трамваи, влакове и фериботи. Трамвайната линия, свързваща центъра на Рио и квартала на художниците Санта Тереза, е незабравима туристическа атракция. През 1884 година е открита жп линията, която отива до хълма Корковадо, а през 1892 е открит тунелът между Ботафого и Копакабана, който способства за миграцията на по-заможните семейства към брега. С отмяната на робството през 1888 и с отслабването на властта на монарха от 1889 година се увеличава промишленото производство, а земеделието спада.
В началото на 20 век са направени много подобрения в центъра на града; открити са авенютата Рио Бранко и Бейра-Мар и са построени Общинският театър, Художественото училище и Народната библиотека, която е на четвърто място в света по богатство на архивните си фондове (донесени в Бразилия при бягството на португалския крал от нашествието на Наполеон в Португалия). През 30-те и 40-те населението край брега нараства като заема областта около Ипанема и Леблон, а небостъргачите започват да стават все по-често явление в жилищните квартали и в центъра на града.
През 1966 година столицата е преместена в град Бразилия, въпреки че Рио продължава да бъде културната столица на Бразилия и административен център на щата Гуанабара. През 60-те и 70-те пейзажът в Рио значително се променя, като е създаден паркът Атеро до Фламенго; изкопани са тунели, свързващи южната със северната част; изградени са мостът Рио-Нитерой и метрото.
През 1975 година щатът Гуанабара е заменен с щата Рио де Жанейро, а едноименният град става негов административен център.

## Население
Населението на града е около 6 100 000 души (2006), а заедно с прилежащата градска агломерация – 11 582 000 души (2009), от които:
- бели – 6 375 000 души (55,0%)
- със смесена раса (парду) – 3 834 000 души (33,1%)
- чернокожи – 1 309 000 души (11,3%)
- азиатци – 35 000 души (0,3%)
- индианци – 25 000 души (0,2%)
- неопределени – 3000 души

Множество различни етнически групи допринасят за формирането на съвременното население на Рио де Жанейро. В предколониалния период територията на днешния град е населявана от поне 7 групи индианци, говорещи 20 различни езика. По време на португалско-френското съперничество част от тях са избити, а останалите са асимилирани от португалските колонисти.
В Рио де Жанейро живее най-голямата общност с португалски произход след тази в Лисабон. През 19 век и най-вече в началото на 20 век в града се заселват стотици хиляди португалци, търсещи по-добри условия за живот.
Прадедите на чернокожото население на града са заселени в Бразилия като роби, внасяни главно от Ангола и Мозамбик. Заедно с хората със смесена раса, хората с африкански произход съставляват почти половината от жителите на Рио де Жанейро. Други по-малки общности в града са евреите, арабите (главно от Ливан и Сирия), италианците, испанците, немците. Голям е и броят на преселниците от други части на Бразилия.
През 2000 година 55% от жителите на агломерацията са католици, 22% са протестанти, 17% са нерелигиозни.
Нарастване на населението на Рио де Жанейро
Източник: Planet Barsa.

## Икономика
Като столица до 1960 г., Рио де Жанейро става атрактивна дестинация за много компании, тъй като не са административни центрове, както и правителството. Градът е дал възможност на централни офиси на големи публични компании като Петробрас, Elektrobras и други. След прехвърляне на капитали към Бразилия, Рио продължава да привлича много компании, особено след откриването на петролни залежи в басейна на Кампо, който произвежда голяма част от общия обем на петрол в Бразилия. С този в Рио де Жанейро са дъщерни дружества на компании като Royal Dutch Shell, EBX, Esso. Офисите на големи мултинационални компании Coca-Cola, IBM, и El Paso също се намират в Рио де Жанейро.
Рио е на второ място на национално ниво в промишленото производство и е вторият по големина финансов център, след Сао Пауло, със своите промишлени предприятия за производство на храни, химикали и петролни продукти, фармацевтика, метални изделия, кораби, текстил и мебели. Въпреки това, господстващ сектор в икономиката са услугите, включително банкиране и второто активно на пазара в Бразилия. Туризъм и развлечения, като ключ за икономиката.
Друга важна дейност е изграждането на осигуряване на заетост на голям брой неквалифицирани работници. За да стимулира производството в някои предградия на града правителството създава индустриални зони с добра инфраструктура и специални условия за закупуване на земя.
Също така Рио де Жанейро е едно от най-големите пристанища (оборот от 26,1 милиона тона през 1973 г.) на Южна Америка. През него минава 1/3 от вноса (въглища, нефт, цимент, машини, пшеница) и значителна част от износа на страната (кафе, захар, кожа, скъпоценни гори, манганова руда, памук, плодове).

## Забележителности
Плажовете на Ипанема и Копакабана, Фламенго парк, гигантска статуя на Христос Спасителя на хълма Корковадо, планина Пау ди Асукар (Pão de Açúcar „Захарна глава“), стадион Маракана – един от най-големите футболни стадиони в света (73 139 зрители).

## Спорт
В града има четири големи футболни отбора: Фламенго, Ботафого, Флуминензе и Вашку да Гама. Те играят домакинските си срещи на митичния стадион „Маракана“, където на Световното първенство по футбол през 1950 212 500 зрители гледат финала Бразилия-Уругвай.

## Други
Рио де Жанейро е сред градовете в света с най-голямо насилие.
Всяка седмица около 80 души стават жертва на нападения, заблудени куршуми и наркотероризъм, стойности, сравними с тези от зони на политически конфликти, като Багдад и Кабул.

## Известни личности
Родени в Рио де Жанейро
- Мануел Антониу ди Алмейда (1831 – 1861), писател
- Машаду ди Асис (1839 – 1908), писател
- Бруну Барету (р. 1955), режисьор
- Фабиу Барету (р. 1957), режисьор
- Олаву Билак (1865 – 1918), поет
- Ейтор Вила-Лобос (1887 – 1959), композитор
- Нориел Вилела (? – 1974), бразилски певец, известен като „Тенора на самбата“
- Жаирзиньо (р. 1944), футболист
- Антониу Карлус Жобим (1927 – 1994), музикант
- Зико (р. 1953), футболист
- Алберту Кавалканти (1897 – 1982), режисьор
- Карлос Жозе Кастильо (1927 – 1987), футболист
- Пауло Коелю (р. 1947), писател
- Кевин Курани (р. 1982), футболист
- Сесилия Мейрелис (1901 – 1964), писателка
- Винисиус ди Морайс (1913 – 1980), писател и музикант
- Филипи Нету (р. 1988), влогър
- Валдир Перейра (1929 – 2001), футболист
- Нелсън Пикет (р. 1952), автомобилен състезател
- Роналдо (р. 1976), футболист
- Валтер Салис (р. 1956), режисьор
- Жуау Фигейреду (1918 – 1999), офицер и политик

Починали в Рио де Жанейро
- Жузе ди Аленкар (1829 – 1870), писател
- Карлус Друмонд ди Андради (1902 – 1987), поет
- Машаду ди Асис (1839 – 1908), писател
- Мануел Бандейра (1886 – 1968), поет
- Олаву Билак (1865 – 1918), поет
- Вава (1934 – 2002), футболист
- Жетулиу Варгас (1882 – 1954), политик
- Ейтор Вила-Лобос (1887 – 1959), композитор
- Ернесту Гайзел (1907 – 1996), офицер и политик
- Еурику Гаспар Дутра (1883 – 1974), офицер и политик
- Карлос Жозе Кастильо (1927 – 1987), футболист
- Лусиу Коща (1902 – 1998), архитект
- Клариси Лиспектор (1920 – 1977), писателка
- Сесилия Мейрелис (1901 – 1964), писателка
- Жуау Кабрал ди Мелу Нету (1920 – 1999), поет
- Винисиус ди Морайс (1913 – 1980), писател и музикант
- Файга Островер (1920 – 2001), художничка
- Жузе Пансети (1902 – 1958), художник
- Валдир Перейра (1929 – 2001), футболист
- Жуау Гимарайс Роза (1908 – 1967), писател
- Жуау Фигейреду (1918 – 1999), офицер и политик

## Побратимени градове
Рио де Жанейро е побратимен с:
|  | Северна и Южна Америка  |  | Европа                                      |  | Азия и Африка                 |
|  | ----------------------- |  | ------------------------------------------- |  | ----------------------------- |
|  | Град Мексико, Мексико   |  | Истанбул, Турция                            |  | Батангас, Филипини            |
|  | Манагуа, Никарагуа      |  | Санкт Петербург, Русия                      |  | Кобе, Япония                  |
|  | Каракас, Венецуела      |  | Варшава, Полша                              |  | Град Тунис, Тунис             |
|  | Пуерто Варас, Чили      |  | Санто Тирсо и Вила Нова де Гая, Португалия  |  | Сеул, Южна Корея              |
|  | Ла Пас, Боливия         |  | Барселона и Санта Крус де Тенерифе, Испания |  | Рамала, Палестинска автономия |
|  | Маями, САЩ              |  | Монпелие, Франция                           |  | Тел Авив, Израел              |
|  | Оклахома Сити, САЩ      |  | Ливърпул, Великобритания                    |  | Пекин, Китай                  |
|  | Нюарк, САЩ              |  | Париж, Франция                              |  | Дърбан, ЮАР                   |
|  | Атланта, САЩ            |  | Лисабон, Португалия                         |  | Бейрут, Ливан                 |
|  | Ванкувър, Канада        |  | Мадрид, Испания                             |  | Йерусалим, Израел             |
|  | Буенос Айрес, Аржентина |  | Киев, Украйна                               |  | Лагос, Нигерия                |
|  | Манауш, Бразилия        |  | Букурещ, Румъния                            |  | Рифис, Сенегал                |